# Генеральний Малоросійський суд
Генеральний Малоросійський суд — найвища судова установа в Лівобережній Україні кінця 18 — 1-ї третини 19 ст., підпорядкована Сенатові. Згідно з указом імператора Павла I від 30 листопада 1796, практично перебрала на себе відновлені функції Генерального військового суду, ліквідованого 1782–90. Його діяльність поширювалася на створену того самого року Малоросійську губернію з центром у Чернігові, в якому і розмістився Г. М.с. Реально розпочав роботу 1797 у складі цивільного та кримінального департаментів (2 генеральні судді й 10 засідателів, які обиралися на дворянських зібраннях на 3 роки). Виконанням рішення суду займався ген.-возний. Припинив існування 1831 унаслідок централізації судочинства в Російській імперії.